# Beatrix Hamburg
Beatrix Ann (McCleary) Hamburg, comúnmente conocida como Beatrix Hamburg (Jacksonville, Florida; 19 de octubre de 1923 -15 de abril de 2018) fue una psiquiatra estadounidense cuya dilatada carrera en el campo de la medicina académica contribuyó a mejorar el área de la psiquiatría del niño y del adolescente.

## Biografía
Fue la primera afroamericana que asistió a Vassar College, y también la primera mujer afroamericana en asistir a la Escuela de Medicina Yale. Fue catedrática en la Universidad Stanford, en Harvard, en la Escuela de Medicina Mount Sinai y, más recientemente, en la Escuela de Medicina Weill Cornell. Estuvo en la Comisión Presidencial de Salud Mental bajo el mandato del presidente Jimmy Carter. Anteriormente, había sido presidenta de la Fundación William T. Grant. Llevó a cabo diversas investigaciones sobre la adolescencia temprana, el asesoramiento entre pares, y sobre niños y adolescentes diabéticos. Fue miembro de la Academia Nacional de Medicina de los Estados Unidos (NAM). En 2012, recibió del Centro Nacional de Investigaciones para la Mujer y las Familias un Foremother Award, que se otorga a mujeres pioneras dentro del ámbito sanitario, por toda una vida de logros y éxitos.
Se casó con David A. Hamburg, un médico académico que ha desarrollado investigaciones en el ámbito de la salud mental. Juntos recibieron en 2007 el Premio Internacional de Salud Mental Rhoda y Bernard Sarnat 2007 del Instituto de Medicina por sus amplias trayectorias en la medicina y el servicio público. Su hija, Margaret Hamburg, es una médica que trabaja también en la sanidad pública, y que fue comisionada de la Administración de Alimentos y Medicamentos (FDA) entre 2009 y 2015.

## Recursos externos
- Entrevista en YouTube (contenido en inglés).
- Foto en la Universidad Yale (contenido en inglés).